# Santa Maria de Bellvei
Santa Maria de Bellvei és una església de Bellvei (Baix Penedès) inclosa a l'Inventari del Patrimoni Arquitectònic de Catalunya.

## Descripció
La façana és arrebossada i pintada de color grana. Presenta una porta amb llinda emmarcada per carreus irregulars. A sobre hi ha una petita finestra quadrada amb marc de carreus regulars i un simple reixat. Destaca l'espadanya de dos cossos que conté dues campanes. La porta d'accés és revestida de llauna. S'accedeix a l'edifici mitjançant una llarga escalinata. L'interior és d'una sola nau amb volta de canó i tres capelles laterals per banda. Al costat esquerre del creuer hi ha una nau de construcció moderna. Tot l'interior és decorat per pintures murals fetes per un sitgetà. L'altar major és una còpia de l'altar de tipus renaixentista d'abans de la guerra de 1936.
Al seu interior hi ha la talla de la Immaculada, del segle xx.

## Història
En el 1556 el poble de Bellvei encara no tenia església, i la missa era oficiada per un vicari de la Gornal els dies de festa a la capella del castell. En el 1620 la baronia de Castellet, Bellvei i les quadres de la Muga passà a mans de la baronessa Maria d'Aguilar. Gràcies a aquesta es construí l'església de Bellvei, fent-la sufragània de la de la Gornal (1804) amb vicari propi i drets i arxiu de parròquia. En el 1871 s'erigí com a parròquia independent, dependent de l'arxiprestat del Vendrell. L'edifici no havia sofert cap modificació fins que recentment (1981-1983) s'amplià per la banda esquerra del creuer. S'hi construïren dos vitralls fets per en Reventós. Les campanes de l'espadanya daten de 1738.